# Snoephappen

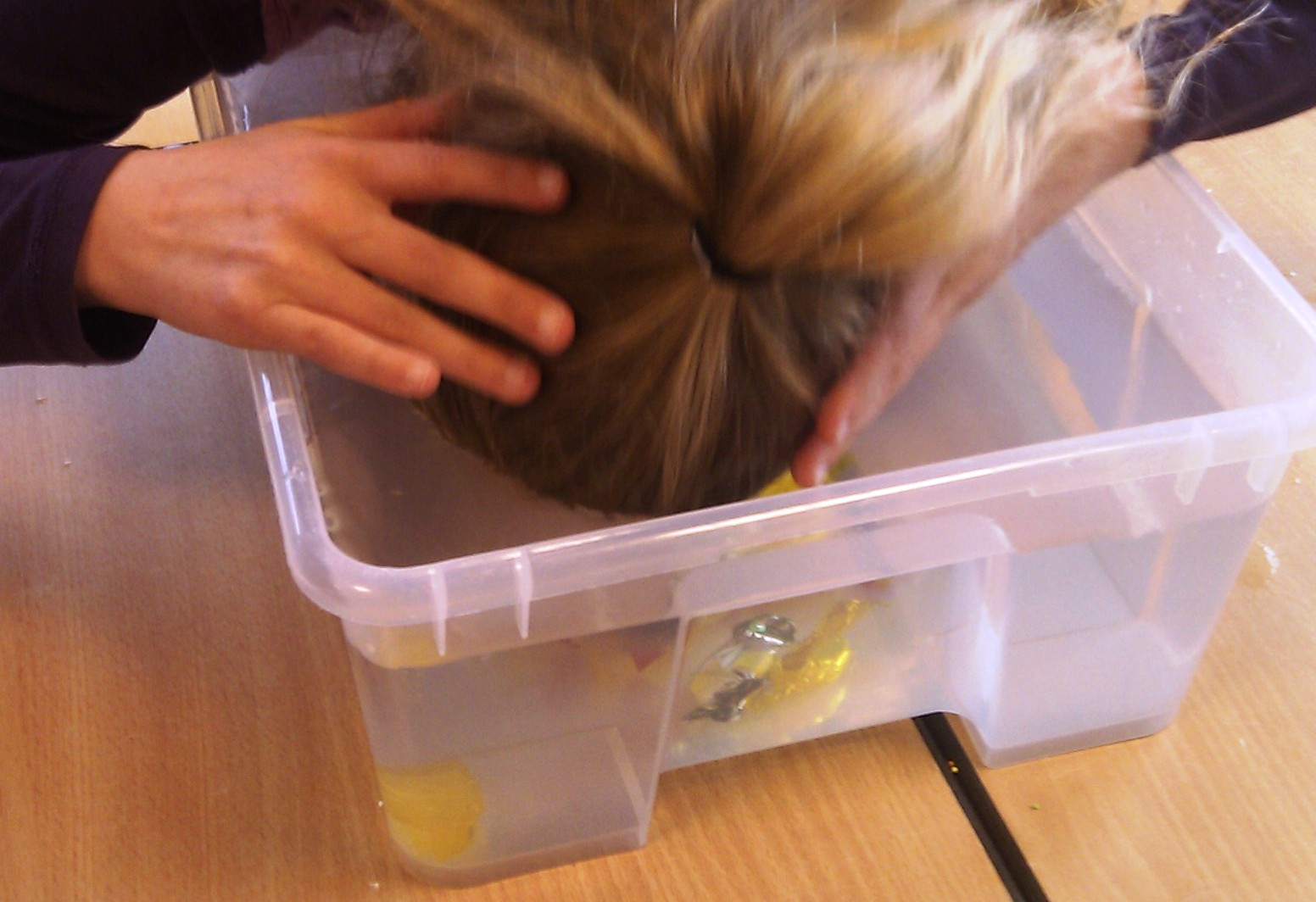
Snoephappen

Snoephappen is een spel dat vaak op kinderfeestjes wordt gespeeld.
Een grote teil of bak wordt gevuld met water. Op de bodem worden enkele snoepjes gelegd. Dit zijn vaak harde snoepjes die verpakt zijn in plastic, zoals zuurtjes. De deelnemers doen hun handen op de rug en gaan met hun hoofd onder water om te proberen met hun mond een snoepje te pakken. Als dit lukt, dan mag het snoepje worden opgegeten.
Het spel kan extra leuk worden gemaakt door een duikbril op te zetten. Als het spel te moeilijk is, dan mogen de deelnemers hun handen gebruiken. Als variant kan ook meel in plaats van water worden gebruikt.